# 海援隊

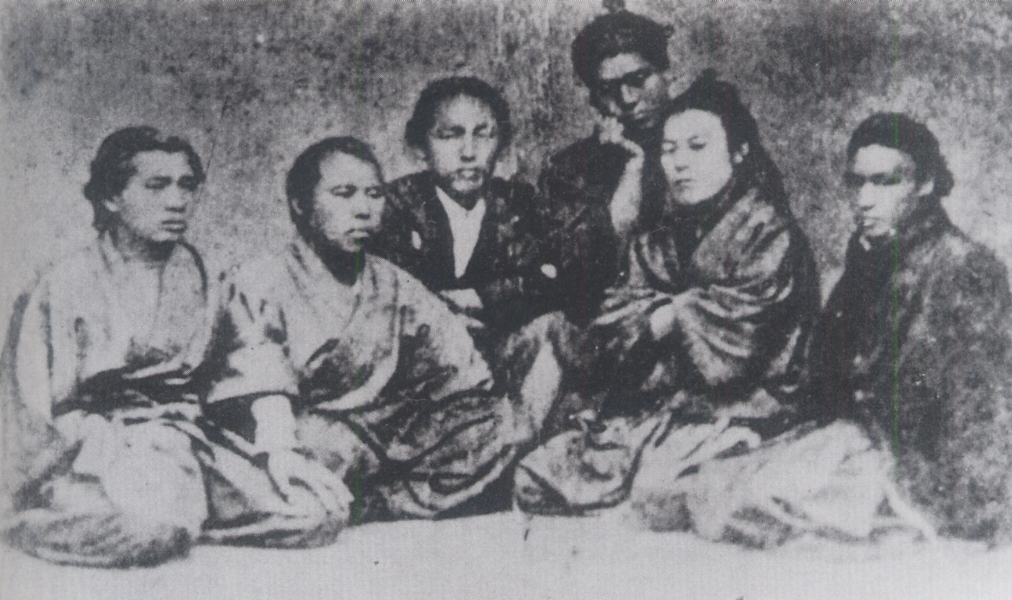
海援隊士集合照片，左邊第三位即是坂本龍馬

海援隊是江戶時代後期幕末從土佐藩脱藩浪士們以坂本龍馬為中心所結成的貿易組織。運作時間從1867年到68年，並且自設海軍和以貿易公司之名活動。接受薩摩藩、土佐藩等藩的資金援助，也被認為是日本最初的有限公司。與以中岡慎太郎為隊長的陸援隊合併而被叫作翔天隊。

## 沿革

### 前身
1865年9月，隨著幕府名下的機關神戶海軍操練所解散，龍馬得到薩摩藩的援助後在長崎的龜山組成海援隊的前身「龜山社中」，並為薩摩與長州進行軍用物資運送和航海訓練，他們也在薩摩的西鄉隆盛（吉之助）和長州的木戶孝允（桂小五郎）締結薩長同盟的過程中起了相當大的作用，之後在1866年第二次幕長戰爭時，與長州藩軍艦一起航行然後在6月加入下關海戰。

### 成立
由於亀山社中成立以來，以近乎免費的方式為長州與薩摩雙方運送物資而導致虧損連連，雖然有長崎商人的奧援，薩摩藩後來也幫忙給付些許薪資，但這都難以應付社中龐大的支出費用，在下關海戰過後社中也解僱部分水手以減少開支，不過仍舊面臨倒閉的危機。
之後坂本龍馬與後藤象二郎在清風亭會談結束後，同意讓龜山社中正式從薩摩藩移轉並隸屬於土佐藩名下，使得社中成為土佐藩的外部機關並改名為海援隊，並因此獲得來自土佐藩的金援。1867年4月時龍馬的脫藩罪獲得赦免並成為隊長，在伊呂波號沈船事件後，龍馬也以萬國公法向紀州藩請求八萬多兩的賠償金。
之後海援隊為了恢復朝廷權力及倒幕運動而努力奔走，但是主張避免内戰的龍馬卻和薩摩・長州主張的武力倒幕論產生意見上的分歧，同年11月，位於京都的龍馬和陸援隊隊長中岡慎太郎在近江屋遭到暗殺，使得海援隊失去向心力而因此分裂，隔年4月整隊受到藩命而解散。土佐藩士後藤象二郎則將海援隊改制並編入於土佐商會，並讓岩崎彌太郎讓其發展成九十九商會、三菱財閥、郵便汽船三菱公司（之後的日本郵船）、三菱商事等企業。
一般認為龍馬曾預定要著手於蝦夷地（北海道）的開發事業，這個遺志最後被身為龍馬親戚的坂本直寛繼承，他本人也在明治時代時移居到北海道空知管内的浦臼町。

## 主要的海援隊士
土佐
- 坂本龍馬（海援隊隊長）

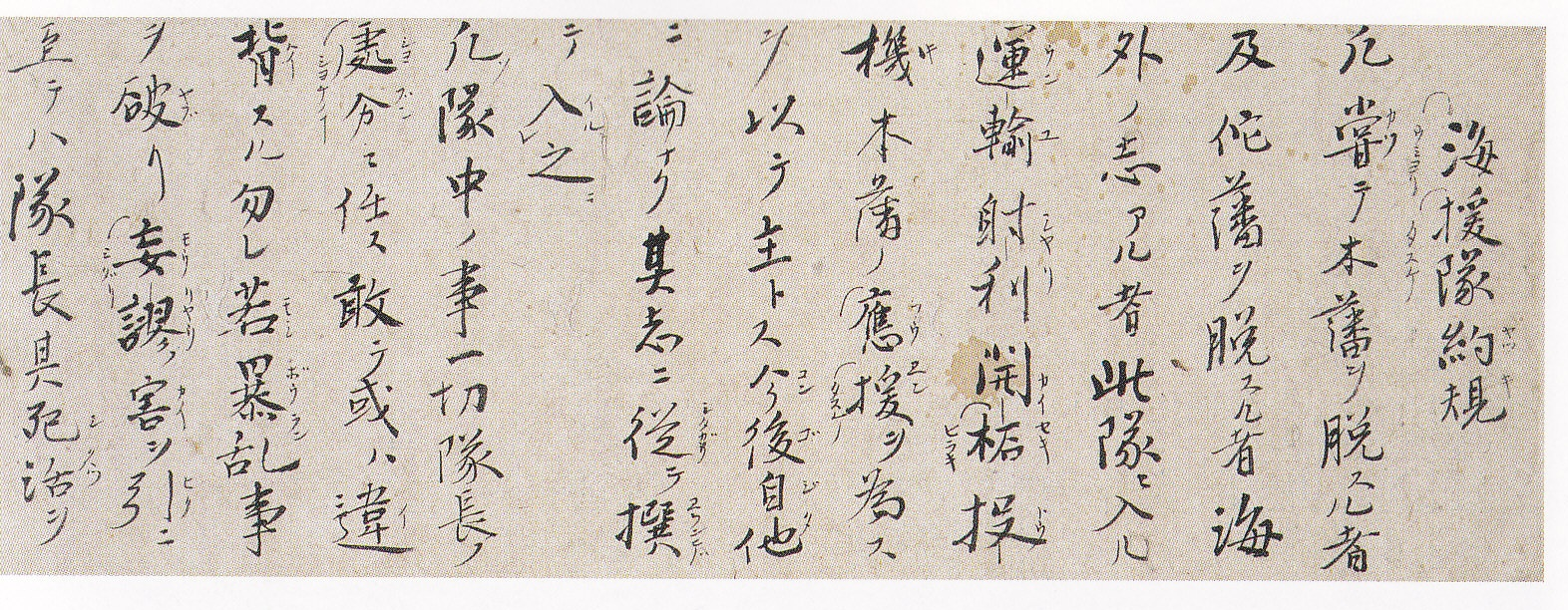
海援隊約規

海援隊旗（二曳 紅色與白色）

- 長岡謙吉：負責隊內文書事務，龍馬死後，擔任海援隊第二任隊長，維新後任三河縣知事。
- 石田英吉：是陸奧宗光在海援隊時代的同伴，維新後任秋田縣縣令、千葉縣知事，後來被當上農商務大臣的宗光招聘為次官來輔佐他。
- 坂本直（高松太郎）：繼承沒有孩子的坂本家，改名為坂本直。
- 菅野覺兵衛：維新後入海軍省服務，曾任艦政局運輸課長、横須賀鎮守府建築部長，後任海軍少佐，西南戰爭時滯留在薩摩。
- 近藤長次郎
- 新宮馬之助：是龍馬的鄰居和從小到大的朋友。在龍馬姐姐乙女的信中頻繁出現他的名字。
- 安岡金馬
- 野村辰太郎（野村維章）：維新後任茨城縣令，後任東京控訴院、大阪控訴院檢事長（檢察官）。
- 中島信行（中島作太郎）：維新後和板垣退助一起指導自由民權運動，初代眾議院議長。
- 泽村惣之丞
- 吉井源馬
- 山本復輔

越前　
- 關義臣（山本龍二）：維新後，出任大阪府權判事、鳥取縣權令、大審院檢事、徳島縣知事、山形縣知事、貴族院議員歴任。
- 渡邊剛八
- 三上太郎
- 小谷耕藏
- 腰越次郎
- 佐佐木榮

越後　
- 白峰駿馬
- 橋本久大夫

讚岐
- 佐柳高次

紀伊
- 陸奥宗光：維新後任農商務大臣、外務大臣（外相）。並在擔任外務大臣時在馬關條約、三國干涉中發揮他的外交手腕。

長崎
- 小曾根英四郎：長崎的商人。嚴格來講並不是「隊士」，不過卻是暗中支持海援隊活動的功勞者
- 中江兆民：非海援隊士，而是看管海援隊的宿舎。晚年時經常談到當時的龍馬。
- 岩崎彌太郎：非海援隊士，而是土佐藩在長崎的留守官，擔任海援隊的經理。之後成立三菱財閥。